# مرثیه ارمیایی

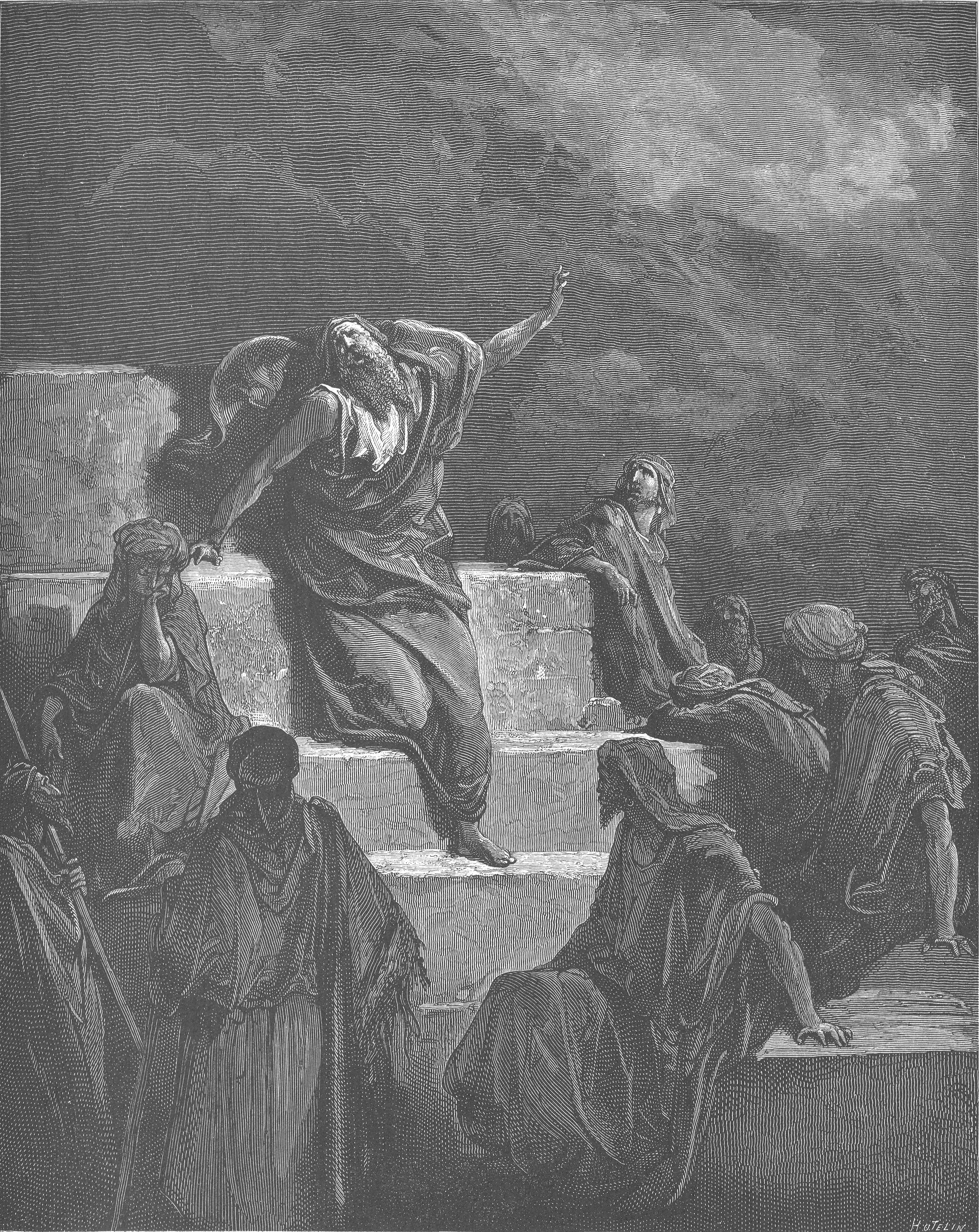
ارمیا نبی در حال زاری از سقوط اورشلیم، حکاکی توسط گوستاو دوره، ۱۸۶۶

مرثیه (انگلیسی: Jeremiad)، شکوا و ناله از زمانه و وضع بشر است.
مرثیه معمولاً به نثر، اما گاهی به صورت منظوم است، که به شدت از وضعیت جامعه با لحنی جدی ابراز تاسف می‌شود.
در تیمون آتنی اثر ویلیام شکسپیر چندین نمونهٔ خوب آن را می‌توان یافت.
Jeremiad در فرهنگ آمریکایی و در تاریخ ایالات متحده حضور بی نظیری دارد و ریشه آن از مهاجران دوره استعمار در نیوانگلند است. در فرهنگ آمریکایی، sjeremiad ارتباط نزدیکی با Puritans تاریخی آمریکایی و مفهوم بحث‌برانگیز استثناگرایی آمریکایی دارند.
این کلمه از نام پیامبر کتاب مقدس ارمیا و آثارش کتاب ارمیا و کتاب مرثیه آمده‌است.